# فرودگاه اولسان
فرودگاه اولسان  (به انگلیسی: Ulsan Airport) (به زبان بومی: 울산공항) یک فرودگاه همگانی باربری با کد یاتا USN است که یک باند فرود آسفالت دارد و طول باند آن ۲۰۰۰ متر است. این فرودگاه در شهر اولسان کشور کره جنوبی قرار دارد و در ارتفاع ۱۴ متری از سطح دریا واقع شده است.